# Cryptophagidae
Cryptophagidae là một họ bọ cánh cứng với các đại diện có khắp các khu vực sinh thái. Có khoảng 800 loài được mô tả nhưng chắc chắn rằng cần phải chờ khám phá thêm. Các thành viên họ này thường được gọi là silken fungus beetles và cả con lớn và ấu trùng có vẻ chỉ ăn nấm dù môi trường sống khác nhau.

## Phân loại
Họ này gồm các phân họ và tông::
- Phân họ Cryptophaginae Kirby, 1826
  - Tông Caenoscelini Casey, 1900
  - Tông Cryptophagini Kirby, 1826
  - Tông Picrotini Crowson, 1980
- Phân họ Atomariinae LeConte, 1861
  - Tông Atomariini LeConte, 1861
  - Tông Cryptafricini Leschen, 1996
  - Tông Hypocoprini Reitter, 1879

## Hình ảnh

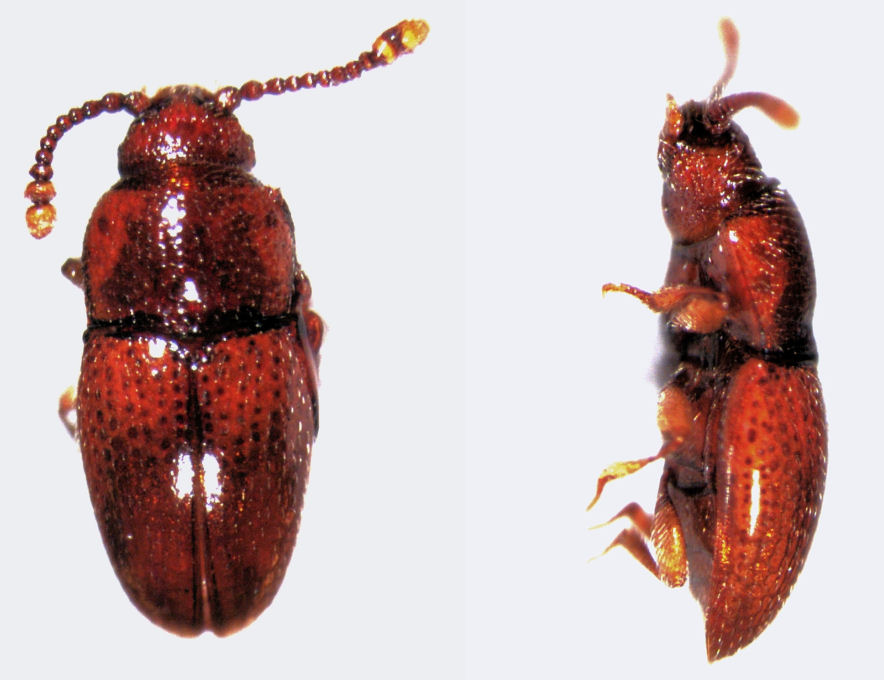
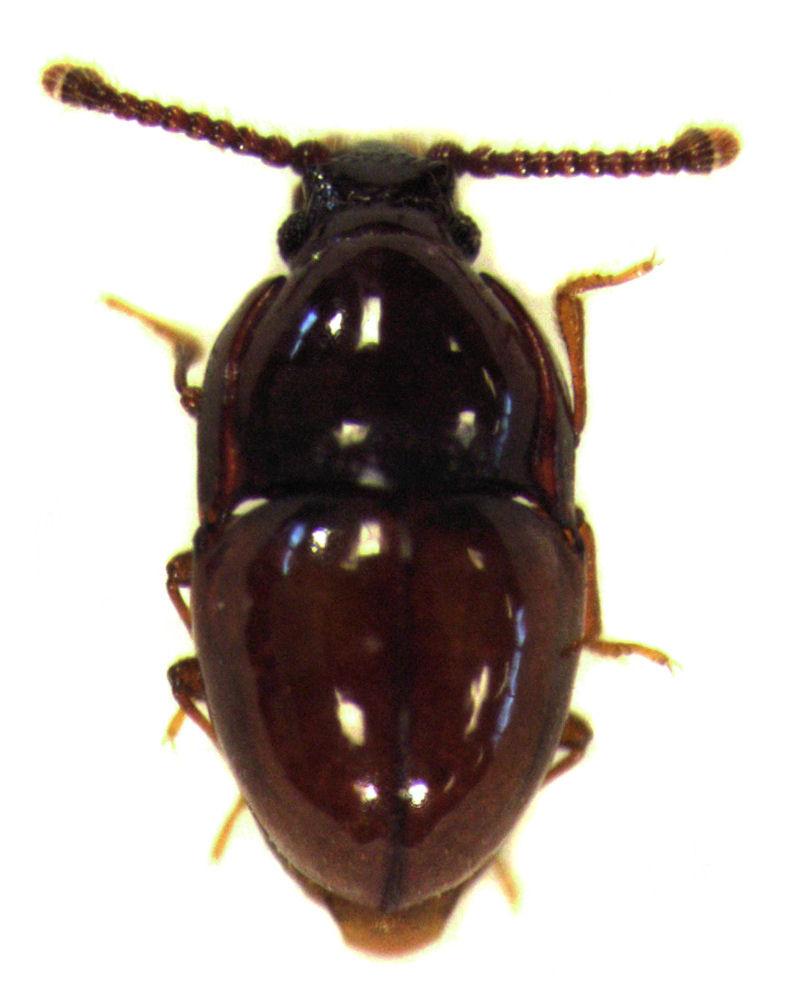
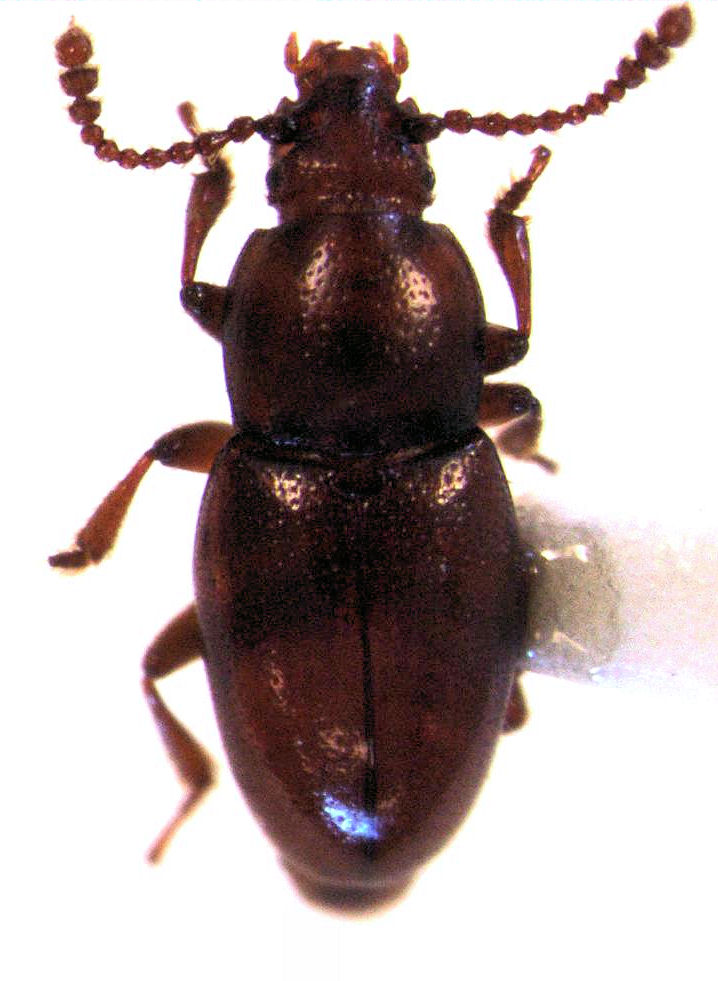
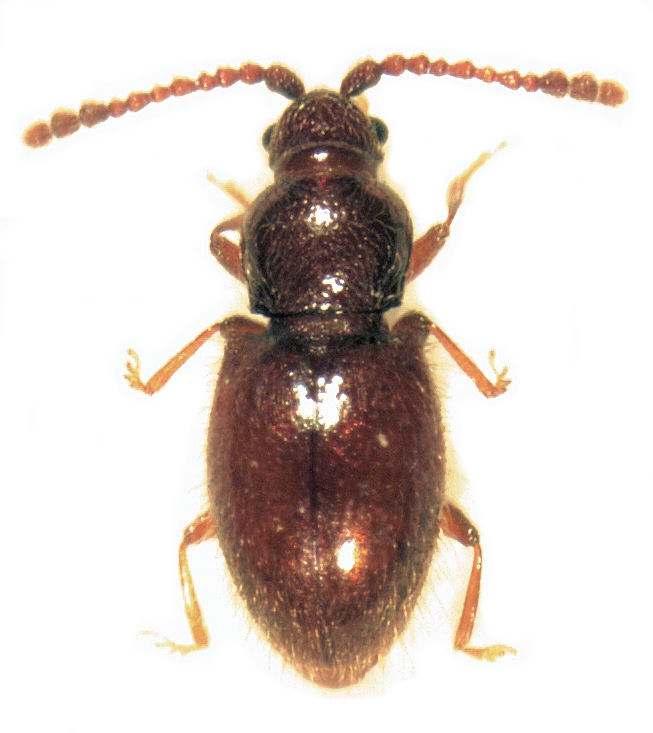